# Moravička Sela
 Moravička Sela  falu Horvátországban, a Tengermellék-Hegyvidék megyében. Közigazgatásilag Brod Moravicéhez tartozik.

## Fekvése
Fiumétól 44 km-re északkeletre, községközpontjától 1 km-re északnyugatra, a Zágráb-Fiume vasútvonal közelében, a horvát Hegyvidék (Gorski kotar) területén fekszik.

## Története
A településnek 1857-ben 144, 1910-ben 130 lakosa volt. Trianonig Modrus-Fiume vármegye Delnicei járásához tartozott.
2011-ben 51 lakosa volt.

## Lakosság
| Lakosság változása | Lakosság változása | Lakosság változása | Lakosság változása | Lakosság változása | Lakosság változása | Lakosság változása | Lakosság változása | Lakosság változása | Lakosság változása | Lakosság változása | Lakosság változása | Lakosság változása | Lakosság változása | Lakosság változása | Lakosság változása |
| ------------------ | ------------------ | ------------------ | ------------------ | ------------------ | ------------------ | ------------------ | ------------------ | ------------------ | ------------------ | ------------------ | ------------------ | ------------------ | ------------------ | ------------------ | ------------------ |
| 1857               | 1869               | 1880               | 1890               | 1900               | 1910               | 1921               | 1931               | 1948               | 1953               | 1961               | 1971               | 1981               | 1991               | 2001               | 2011               |
| 144                | 154                | 149                | 144                | 135                | 130                | 98                 | 128                | 116                | 108                | 115                | 87                 | 80                 | 78                 | 50                 | 51                 |

## Nevezetességei
A Skapulárés Boldogasszony tiszteletére szentelt temploma a falu feletti magaslaton áll. Négyszögletes alaprajzú épület sokszög záródású szentéllyel és zömök harangtoronnyal, mely a nyugati homlokzat előtt áll. A mai bejárat a déli oldalon van, ahol az ajtó kőkeretét barokk díszítőelemek ékesítik. A belső tér, melyben a gazdagon faragott értékes főoltár dominál jó állapotban maradt fenn. A főoltár kétszintes, alsó részén a szenetek szobrai, központi részén a Szűzanya szobra áll karjában a kis Jézussal. A templomot 1633-ban említik először. Története során többször bővítették és átépítették. Tetőzete 1977-ben beomlott. 1989-ben ismét fel kellett újítani, mivel a tető sérülései miatt a belső térben károk keletkeztek.